# Carmen (гурт)
Carmen — британсько-американський гурт, основний період творчості якого припав на 1970—1975 рр. Стиль гурту можна схарактеризувати як поєднання стилів року, фламенко та танцювальної музики. Хоча записи та концертні виступи цього гурту здобули певний успіх, найбільше значення мав внесок його учасників у відоміших рок-гуртах.
Перший альбом Carmen, Fandangos in Space, піднявся на 46 сходинку в рейтингу журналу Rolling Stone «50 найвизначніших альбомів прогресивного року всіх часів».

## Історія
Засновником гурту був Девід Кларк Аллен [Архівовано 11 грудня 2016 у Wayback Machine.], мешканець штату Каліфорнія мексикансько-американського походження, який навчався гри фламенко на гітарі. Спочатку в гурті було сім учасників, які розпочали свою діяльність у місті Лос-Анджелес у США. На початку 1970-х гурт переїхав до Лондона в Англії, де незабаром його склад остаточно сформувався як квінтет.
У Лондоні члени гурту подружилися з кількома рок-зірками того часу, зокрема з Девідом Бові, Марком Боланом і Браяном Феррі. Скориставшися послугами продюсера Тоні Вісконті, гурт Carmen випустив три альбоми: Fandangos in Space (1973), Dancing on a Cold Wind (1974) і The Gypsies (1975).
На початку 1975 р. гурт досяг піку свої популярності та грав на розігріві під час виступів відомих гуртів, як-от Santana, Blue Öyster Cult та Electric Light Orchestra, а також три місяці їздив у концертне турне на розігріві в гурту Jethro Tull.
Під час запису альбому The Gypsies в Лонгв'ю Фарм відбулася низка несприятливих подій. Пол Фентон серйозно травмував коліно, поставивши цим хрест на своїй кар'єрі ударника на багато років. Carmen і Тоні Вісконті припинили свою музичну співпрацю, і з гурту пішов його менеджер. Гурт Carmen завершив запис останнього альбому в 1975 р. і незабаром розпався.

## Музика
Зазвичай під час сценічних виступів Carmen Роберто Амарал і Енджела Аллен танцювали на спеціально підсиленій підлозі сцени, отже їхній танець фламенко-сапатеадо став невіддільною частиною музики. Додатковий іспанський вплив на їхній звук охоплював інтерлюдії на акустичній гітарі в стилі фламенко, слова іспанською мовою в деяких піснях, теми зрадженого кохання, що нагадували творчість відомого іспанського поета Федеріко Гарсія Лорка, а також кастаньєти. Усі вищенаведені елементи підтримувалися традиційною роковою ритм-секцією.

## Подальша кар'єра учасників гурту

### Девід Кларк Аллен
Девід Кларк Аллен продовжував музичну кар'єру — він працював із Джеком Ніцше та грав гітарну партію в сольному альбомі Мішел Філіпс, був сесійним фламенко-гітаристом у звуковій доріжці, яку продюсував Джорджо Мородер грав гітарну партію фламенко в телевізійному серіалі «Біонічна жінка» під керівництвом Герба Коена, який був менеджером відомих гуртів, як-от Frank Zappa, Tom Waits і Alice Cooper, і писав пісні для Агнети з гурту ABBA: Shame and Stay з альбому Wrap Your Arms Around Me та Heart Beats Stronger для шведського дуету Katz. У 1984 р. йому поставили діагноз рак горла та зробили операцію. Після цього він переосмислив своє життя та здобув визнання як фотограф і сексуальний антрополог під псевдонімом Гауск Ренделл (Housk Randall). У нього є низка опублікованих книг, зокрема The Customised Body (вид. Serpents Tail) і Rituals of Love (вид. Picador), обидві написані спільно з Тедом Полемусом (Ted Polhemus). Спочатку він досліджував еротичну антропологію, а надалі спеціалізувався на чорно-білих сімейних портретах у Лондоні.
У 2006 р. студія звукозапису Angel Air перевидала три альбоми Carmen. Ця подія стала каталізатором і надихнула Аллена на створення нової музики. Widescreen — його перший музичний альбом за 30 років  — вийшов в одному виданні з альбомом The Gypsies і звів Аллена з продюсером і звукорежисером Лоренсом Лашем. Новий альбом став початком  нового гурту — Widescreen (що випустив альбом із назвою En Mi Vida, який можна придбати в магазині iTunes), який згодом було перейменовано на Flamexicano!. Нині Девід виступає зі своїм новим рок-гуртом з американо-латинським корінням, Papa Tigre!

### Джон Гласкок
Гласкок приєднався до гурту Jethro Tull у 1975 р., а Енджела Аллен, з якою у нього на той час були романтичні стосунки, заспівала бек-вокал у пісні Jethro Tull Too Old to Rock 'n' Roll: Too Young to Die!. Незабаром після цього вони розійшлися, а в 1979 р., у віці 28 років, життя Гласкока раптово обірвалося через ускладнення, викликані вродженою хворобою серця.

### Енджела Аллен
Енджела Аллен переїхала до Лос-Анджелеса та продовжує співати. Вона виконала вокальну партію в альбомі Widescreen.

### Пол Фентон
Пол Фентон зазнав важкої травми під час падіння з коня на час розпаду Carmen. Він уже здобув визнання барабанщика за межами Carmen, зокрема він працював із гуртом T-Rex Марка Болана; згодом він продовжив грати в гурті, створеному на честь Болана.

### Роберто Амарал
Нині Роберто Амарал мешкає в місті Ван-Найс у штаті Каліфорнія. Він продовжив заняття музикою як співак, автор пісень і продюсер. Водночас він став одним із найвідоміших учителів/хореографів фламенко в Південній Каліфорнії. Після більше ніж 30 років його танцювальні колективи Fuego Flamenco та Espana clasica продовжують отримувати визнання глядачів і критиків. Нині він бере участь у написанні книги як один із її авторів, а також пише музику для оригінальної п'єси, у якій танцюють фламенко. Він також створив продюсерську компанію Delicia Music.

## Дискографія
У жовтні 2006 р. перші два альбоми були перевидані студією звукозапису Angel Air у вигляді дводискового видання. У травні 2007 р. ця студія перевидала третій альбом Carmen, The Gypsies, також у вигляді дводискового видання. Другий диск, під назвою Widescreen, містить нові інструментальні записи Девіда Кларка Аллена.
Widescreen — гурт, який Девід створив разом із Лоуренсом Елліот-Поттером — підтримував гурт The Buena Vista Social Club, гітариста Eliades Ochoa та гурт Ojos de Brujo та регулярно виступав упродовж багатьох років на фестивалях у Великій Британії.
- Fandangos in Space (1973 р.)
- Dancing on a Cold Wind (1974 р.)
- The Gypsies (1975 р.)

## Учасники гурту[5]
- Девід Кларк Аллен — вокал, акустичні гітари фламенко, електрогітари, синтезатор, мелотрон, фортепіано, бек-вокал, слова пісень (1970—1975 рр.)
- Енджела Аллен — вокал, синтезатор, мелотрон, фортепіано, бек-вокал, танцівниця (1970—1975 рр.)
- Роберто Амарал — вокал і бек-вокал, слова пісень, танцівник (1971—1975 рр.)
- Джон Гласкок — бас-гітара, бас-педалі, синтезатори, вокал і бек-вокал, слова пісень (1972—1975 рр.)
- Пол Фентон — ударні, перкусія, бек-вокал (1973—1975 рр.)
- Браян Гласкок — ударні (1970—1973 рр.)
- Денніс Треротола — вокал (1970—1971 рр.)
- Едам Муді — гітари (1970—1971 рр.)
- Марк Муді — бас-гітара (1970—1971 рр.)
- Вісенте — танцівник (1970—1971 рр.)
- Рік Чавез — гітари (1971—1972 рр.)
- Марк Ентоні — гітари, слова та музика пісень (1970—1972 рр.)
- Найджел Гріггз — бас-гітара (1971—1972 рр.) Найджел також грав на бас-гітарі в гурті Split Enz з 1977 р. по 1984 р. і виступав у гурті Schnell Fenster з 1986 р. по 1992 р.